# Herrschaft Pinneberg

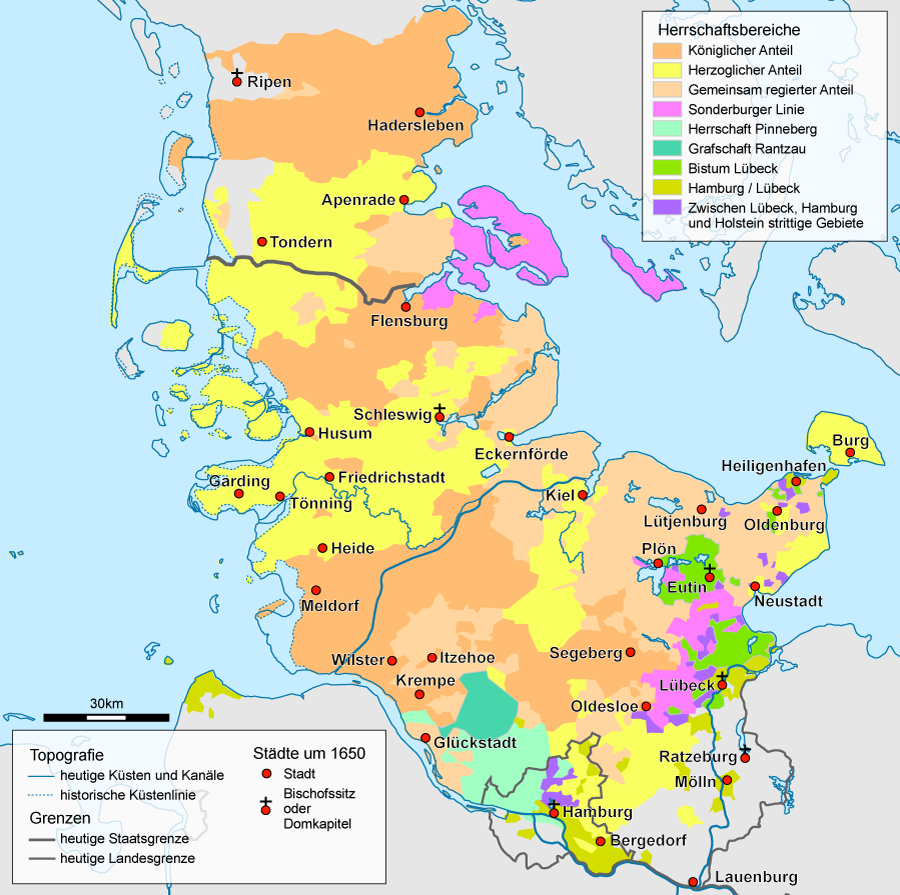
Die Herrschaft Pinneberg im südlichen Holstein 1650.

Die Herrschaft Pinneberg war ein weltliches Territorium auf dem Gebiet des heutigen Kreises Pinneberg und  Altonas. Es entstand 1640 aus der Grafschaft Holstein-Pinneberg und ging 1867 im preußischen Kreis Pinneberg auf.

## Geschichte
Als 1640 der letzte  Schauenburger Otto V. starb, besetzte der dänische König Christian IV. dessen Holsteiner Besitzungen. Den nördlichen Teil musste er Herzog Friedrich III. von Schleswig-Holstein-Gottorf überlassen, die spätere Grafschaft Rantzau.

## Verwaltung
Die dänische Verwaltung bedeutete für die Herrschaft Pinneberg eine Sonderstellung innerhalb des Herzogtums Holstein.
Die Verwaltung der Herrschaft übernahm der Landdrost an der Spitze. Das Amt des Landdrosten war mit der Position des Statthalters in den Herzogtümern gleichzusetzen.
Die Kirchspielvögte und der Amtsvogt übernahmen als Lokalbeamte die Position der Amtmänner unter dem Landdrosten. Der Landdrost sorgte für die Rechte der dänischen Landesherrschaft und der öffentlichen Ruhe und Sicherheit. Er war für Gericht und Recht zuständig und beaufsichtigte alle Amtssachen.
Die Herrschaft Pinneberg war in vier Verwaltungsdistrikte aufgeteilt:
- Die Haus- und Waldvogtei Pinneberg unter einem Kirchspielvogt, der zugleich Hausvogt der gesamten Herrschaft war und in Pinneberg wohnte. Zur Haus- und Waldvogtei gehörten in erster Linie die Dörfer der Kirchspiele Rellingen und Quickborn.

- Die Verwaltung Ottensen und die Verwaltung Hatzburg beide mit einem Kirchspielvogten, der zugleich Strandvogt war und die Amtsvogtei (Herrschaft) Uetersen mit dem dort wohnenden Amtsvogt als Lokalbeamten. Die Grenzen dieser Vogteien deckten sich allerdings nicht mit den eigentlichen Kirchspielen.

- Die Herrschaft Herzhorn, welche in die Herzhorner und die Sommerlandsvogtei eingeteilt war, sowie aus der Stadt Altona, welche 1664 das Stadtrecht erhielt.

Bereits unter der Herrschaft der Grafen von Schauenburg und Holstein über Holstein-Pinneberg wurden ab 1582 Amtsbücher angelegt, in denen Rechtsgeschäfte der Einwohner wie Kaufverträge und Ehe- und Erbverträge dokumentiert wurden. Anhand der umfangreichen Bestände können wirtschaftliche Entwicklungen und Währungsschwankungen wie z. B. die zwischen 1612 und 1622 belegt werden.

## Landdroste

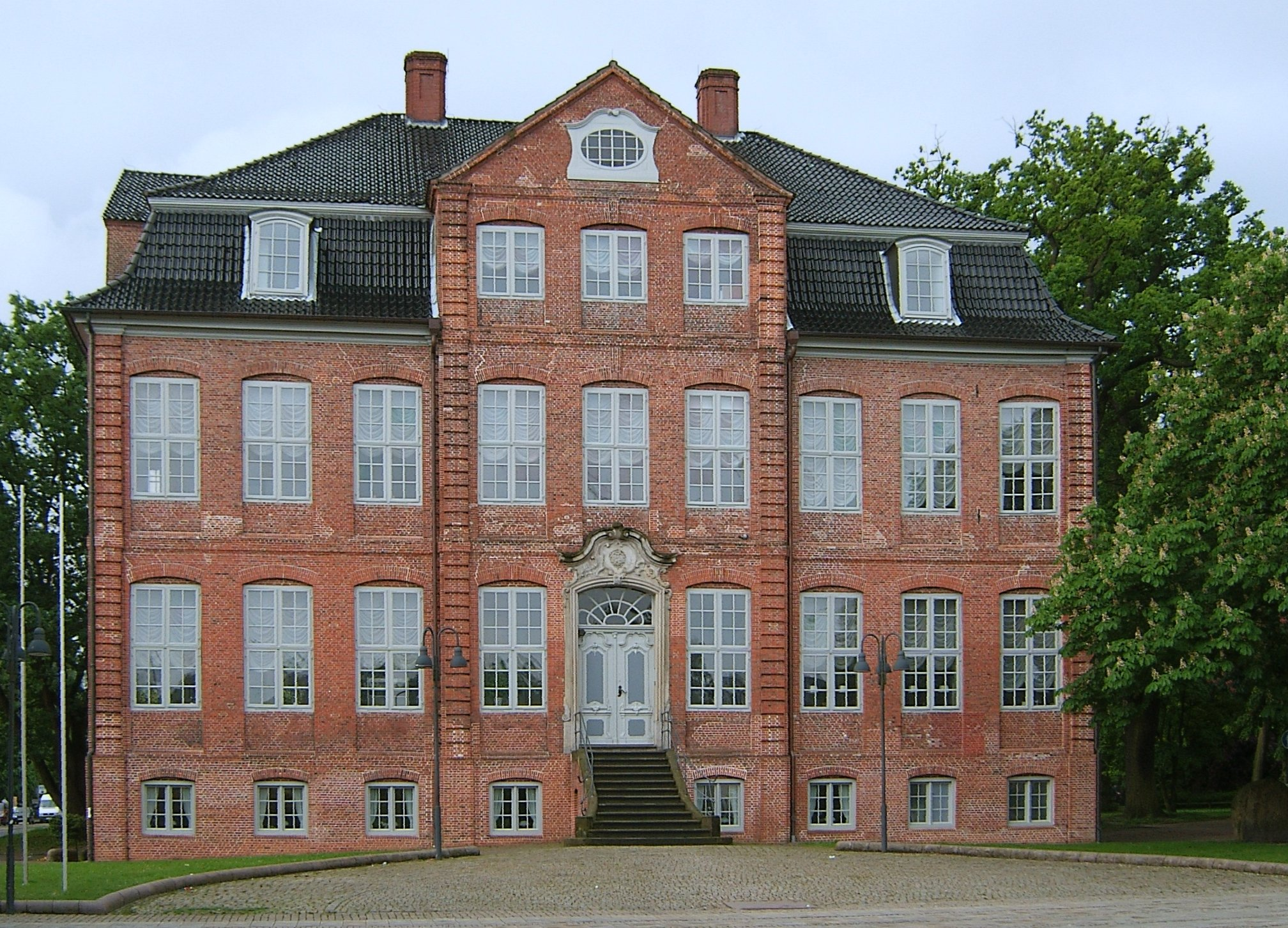
Die Drostei in Pinneberg

- Hans Zacharias von Rochow (Rochau) 1639–1640
- Jasper von Oertzen 1648–1657
- Ernst Albrecht von Eberstein 1658–1665
- Friedrich von Vietinghoff (gen. Scheel) (1671–1680)
- Andreas Pauli von Liliencron –1683
- Conrad Biermann von Ehrenschild 1698–1703
- Martin Conrad Biermann von Ehrenschild 1698–1703
- Claus Hartwig von Perckenthin (Niclas Hartwig)  1704–1711
- Otto Carl von Callenberg 1719–1731
- Gebhard Ulrich von Perckentin 1732–1764
- Hans von Ahlefeldt 1764–1770
- Jürgen Ernst Scheel 1770–1784
- Albrecht Philip von Levetzau  1784–1817
- Ernst August von Döring 1817–1848
- Caspar Arnold Engel (interimistisch) 1848
- Bernhard Rathgen 1848–1852
- Ludwig Nicolaus von Scheele 1852–1863
- Carl Wilhelm Wommelsdorff-Friedrichsen 1863-
- Adalbert Heinrich Friedrich von Baudissin 1865–1867 (In der Übergangsphase von der Herrschaft Pinneberg zum Kreis Pinneberg)